# Stryphnodendron occhionianum
Stryphnodendron occhionianum är en ärtväxtart som beskrevs av Charles Frédéric Martins. Stryphnodendron occhionianum ingår i släktet Stryphnodendron och familjen ärtväxter. Inga underarter finns listade i Catalogue of Life.